# Täçberdi Tagyýew
Täçberdi Tagyýew (* 1955 in der Provinz Balkan) ist ein turkmenischer Politiker.
Tagyýew ist turkmenischer Vizeminister. 1977 schloss er das Turkmenische Polytechnikum im Fach Öl- und Gasbohrung und Ausbeutung ihrer Vorräte ab. Von November 2002 bis Oktober 2003 war er Minister für die Öl- und Gasindustrie und der ministeriellen Vorräte Turkmenistans. Seit 2006 ist er Generaldirektor des Türkmenbaşy-Ölraffinerienkonzerns. Im Februar 2007 wurde er zum Vorsitzenden des staatlichen Gaskonzerns Türkmengaz ernannt.
Vom Februar bis Juli 2009 bekleidete Tagyýew den Posten des stellvertretenden Ministerkabinetts von Turkmenistan. Gleichzeitig war er seit Februar 2007 stellvertretender Vorsitzender und Exekutivdirektor des Staatsfonds für die Entwicklung der Öl- und Gasindustrie des Landes. 2012 stieg er zum Generaldirektor des Türkmenbaschi-Komplexes für Erdölraffinerien auf. Im Oktober 2014 entband ihn der turkmenische Präsident Gurbanguly Berdimuhamedow aufgrund „schwerwiegender Mängel“ von diesem Amt.